# 2016 في السودان
يسرد ما يلي الأحداث التي وقعت خلال عام 2016 في السودان.

## المناصب
- الرئيس: عمر البشير
- نائب الرئيس:
  - بكري حسن صالح (أول)
  - حسبو محمد عبد الرحمن (الثاني)

## الأحداث
- الحرب في دارفور مستمرة.

### رياضة
- 21-5 أغسطس - السودان في الألعاب الأولمبية الصيفية 2016: 6 منافسين في 3 رياضات

## حالات الوفاة

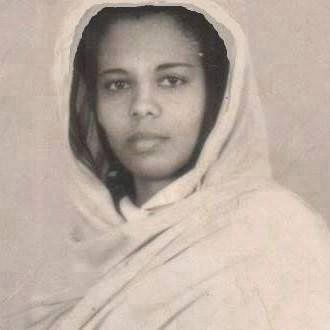
زينب العبيد يوسف

- 5 مارس حسن الترابي، زعيم ديني وسياسي (مواليد 1932).[1][2][3][4]

- 19 مارس زينب العبيد يوسف مهندسة طائرات (مواليد 1952).[5]